# Jay Dratler
Jay Dratler, né le 14 septembre 1911 à New York dans l’état de New York aux États-Unis et décédé le 21 septembre 1968 à Mexico au Mexique est un scénariste et un romancier américain. Principalement connu pour son activité cinématographique, il a notamment travaillé sur le scénario des films Laura d’Otto Preminger, Fly-by-Night de Robert Siodmak, Impact d’Arthur Lubin et Appelez nord 777 d’Henry Hathaway, travail pour lequel il remporte le Prix Edgar-Allan-Poe du meilleur film, décerné à l’équipe du réalisateur dont il faisait partie.

## Biographie
Il fréquente l’université de Caroline du Nord à Chapel Hill avant de traverser l’Atlantique et de poursuivre ses études en France ou il y apprend le français et l’allemand. De retour aux États-Unis, il exerce différents métiers et tente de devenir écrivain. Il y parvient en 1936 avec la publication d’un premier roman, suivi d’un second en 1940 qui lui ouvre les portes des studios de cinéma d’Hollywood ou il y devient scénariste la même année.
Il débute en 1940 avec le film La Conga Nights de Lew Landers, écrit avec Harry Clork et Paul Girard Smith. Il signe la même année le scénario de Girls Under 21 de Max Nosseck. C’est le début d’une fructueuse carrière qui le verra travailler avec de nombreux réalisateurs, acteurs et actrices majeurs de l’époque, faisant de lui l’un des nombreux scénaristes à succès de la période d'or du film noir hollywoodien et des films de Série B.
Parmi ses travaux majeurs, il adapte pour la Columbia Pictures au cinéma parlant les aventures du détective Boston Blackie (en). Il signe le scénario des deux premiers films de la série : Meet Boston Blackie (en) de Robert Florey et Confessions of Boston Blackie d'Edward Dmytryk en 1941. Le succès est au rendez-vous et la série se poursuivra le temps de douze films. L’année suivante, il travaille notamment avec Sidney Sheldon et Ben Roberts sur le film Fly-by-Night de Robert Siodmak. Il collabore également avec Gina Kaus à l’écriture du film The Wife Takes a Flyer (en) réalisé par Richard Wallace. Il donne aussi deux scénarios au prolifique Charles Lamont. En 1943, il travaille sur la comédie musicale Amour et Swing.
En 1944, il participe à l’adaptation du premier roman de l’écrivaine Vera Caspary intitulé Laura, qui devient au cinéma le film Laura, réalisé par Otto Preminger, avec Gene Tierney dans le rôle-titre. Succès critique et commercial, ce film devient l’un classique du genre noir. Dratler est nommé dans la catégorie de l’Oscar du meilleur scénario adapté en 1945 pour ce travail. En 1946, il adapte le roman The Dark Corner (Fais comme un rat) de Leo Rosten pour Henry Hathaway qui réalise L'Impasse tragique. Il publie en 1947 un troisième roman intitulé Pitfall adapté l’année suivante par André de Toth sous le titre éponyme au cinéma. Il retrouve Henry Hathaway en 1949 pour le film Appelez nord 777. Il remporte l'Edgar du meilleur film (scénario), récompense conjointe à l’équipe du réalisateur composé de Jerome Cady Leonard Hoffman, Otto Lang et Quentin Reynolds. Son dernier travail notable est le scénario d’Impact réalisé par Arthur Lubin.
Au début des années 1950, sa carrière est ralentie par le déclin des films de série B conjugué à l’avènement de la télévision. Il signe les dialogues additionnels de Dancing in the Dark d’Irving Reis et écrit le scénario original de Scandale à Las Vegas pour Robert Stevenson. Il quitte alors le cinéma et participe à l’écriture d’épisodes pour diverses séries télévisées.
En 1955, il aide le dramaturge et romancier Joseph Hayes à écrire le scénario du film La Maison des otages, réalisé par William Wyler et adapté de son roman à succès The Desperate Hours. Le film est un succès et devient célèbre grâce à Humphrey Bogart dont c’est l’un des derniers rôles à l’écran.
Il publie la même année un quatrième roman intitulé The Judas Kiss qui est traduit au sein de la collection Un mystère en 1956 sous le titre Un glas qui sonne pour moi et est à ce jour la seule traduction française de l’auteur.
Il est crédité une dernière fois au cinéma comme l’un des scénaristes du film L'Homme des fusées secrètes, film hommage à Wernher von Braun réalisé par J. Lee Thompson en 1960. Il se retire quelques années plus tard., et ayant entre-temps appris l’espagnol, il voyage et séjourne au Mexique ou il décède d’une crise cardiaque en 1957.

## Filmographie

### Comme scénariste

#### Au cinéma
- 1940 : La Conga Nights
- 1940 : Girls Under 21
- 1941 : Where Did You Get That Girl?
- 1941 : Meet Boston Blackie (en)
- 1941 : Confessions of Boston Blackie de Edward Dmytryk
- 1942 : Le meurtrier s'est échappé (Fly-by-Night) de Robert Siodmak
- 1942 : The Wife Takes a Flyer (en)
- 1942 : Get Hep to Love
- 1942 : It Comes Up Love
- 1943 : Amour et Swing (Higher and Higher)
- 1944 : Laura
- 1945 : La Cinquième chaise (It's in the Bag!)
- 1946 : L'Impasse tragique (The Dark Corner)
- 1948 : Sanglante Aventure (Pitfall) de André de Toth
- 1948 : Appelez nord 777 (Call Northside 777)
- 1948 : Scandale en première page (That Wonderful Urge)
- 1949 : Impact
- 1949 : Chanson dans la nuit (Dancing in the Dark) de Irving Reis
- 1952 : Scandale à Las Vegas (The Las vegas story)
- 1952 : Cinq mariages à l'essai (We're Not Married!)
- 1955 : La Maison des otages (The Desperate Hours) (non crédité)
- 1960 : L'Homme des fusées secrètes (Wernher von Braun)

## Prix et distinctions notables
- 1949 : Prix Edgar-Allan-Poe du meilleur scénario (film) pour Appelez nord 777 (Call Northside 777) d’Henry Hathaway, obtenu avec Jerome Cady, Henry Hathaway, Leonard Hoffman, Otto Lang et Quentin Reynolds.